# Sebastián Martínez (futbolista austríaco)
Sebastián Martínez Píriz (nacido el 4 de diciembre de 1977 en Viena, Austria) es un ex-futbolista austríaco de ascendencia uruguaya. Jugaba de centrocampista y su primer club fue Juventud de Las Piedras.

## Carrera

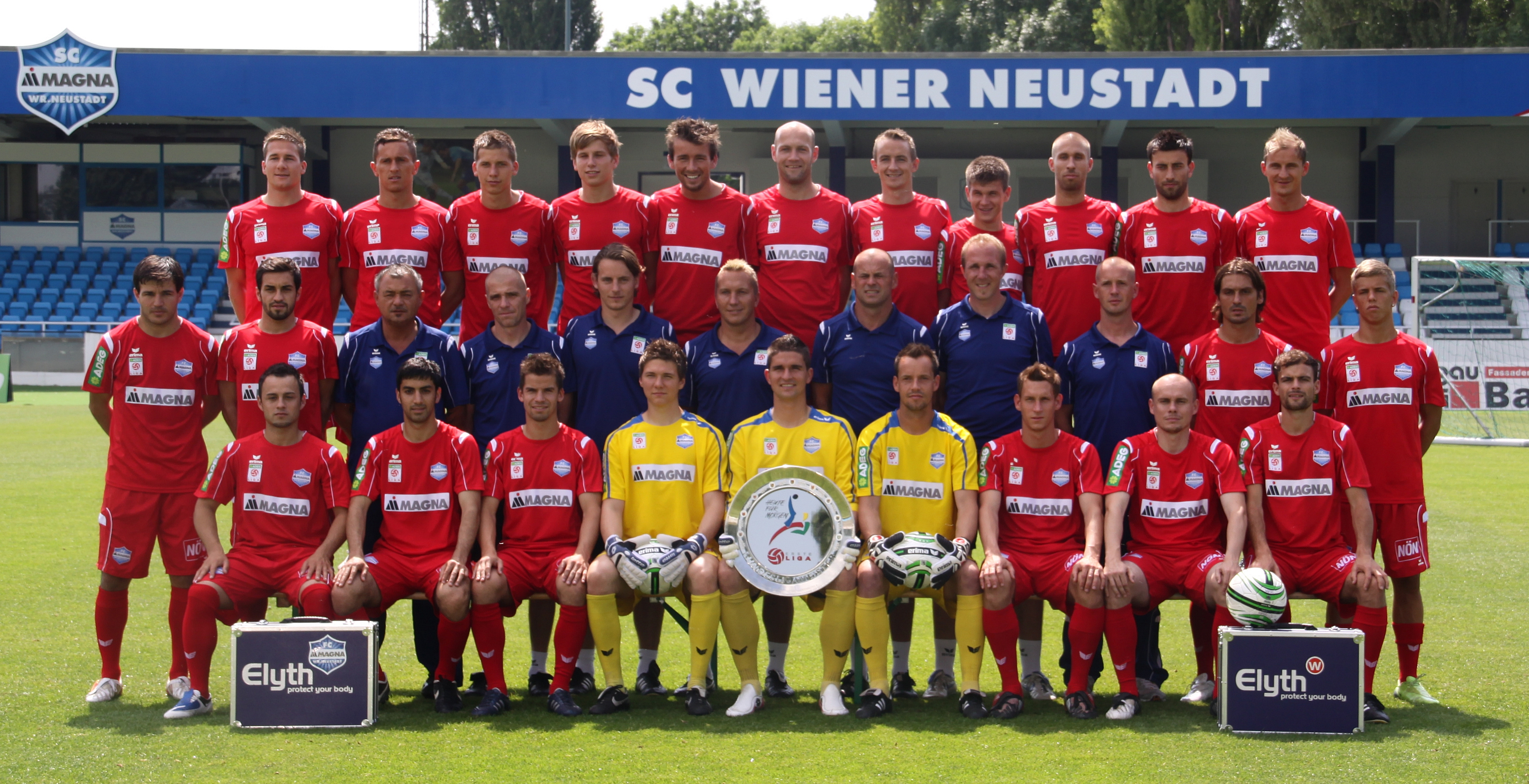
Wiener Neustadt 2008/09

Nacido en Austria de ascendencia uruguaya, se fue a vivir a Uruguay de pequeño y adquirió la nacionalidad de dicho país, comenzó su carrera en 1997 jugando para Juventud de Las Piedras. Jugó para el club hasta el año 1999. En ese año se fue a Nacional, en donde se quedó hasta el año 2000. En ese año regresó a Austria para integrarse a las filas del SV Wörgl, quedándose en el equipo hasta 2003. En ese año se pasó al Rapid Viena, en donde jugó hasta el año 2007. Ese año se fue al SV Ried. Se mantuvo en el equipo hasta el año 2008. En ese año se pasó al Wiener Neustadt. Jugó para el equipo hasta 2010, cuando ese mismo año se pasó a las filas del First Vienna, en donde finalmente se retiró en 2011.

## Familia
Su padre era el reconocido futbolista uruguayo nacionalizado austríaco Alberto Martínez.

## Selección nacional
Ha sido internacional con la Selección de fútbol de Austria en 2005.

## Clubes
| Club                    | País    | Año       |
| ----------------------- | ------- | --------- |
| Juventud de Las Piedras | Uruguay | 1997-1999 |
| Nacional                | Uruguay | 1999-2000 |
| SV Wörgl                | Austria | 2000-2003 |
| Rapid Viena             | Austria | 2003-2007 |
| SV Ried                 | Austria | 2007-2008 |
| Wiener Neustadt         | Austria | 2008-2010 |
| First Vienna            | Austria | 2010-2011 |